# Nicoletta Ceccoli
Nicoletta Ceccoli (San Marino, 1973) è un'artista sammarinese, nota per il suo lavoro ricco di dettagli e onirico.

## Biografia
Ceccoli è nata e vive a San Marino il 17 marzo 1973 (in Paola Pallottino: Le figure per dirlo : storia delle illustratrici italiane. Roma, Treccani, 2019 ISBN 978-88-12-00786-8 Pag. 163) e ha studiato animazione presso la Scuola del Libro di Urbino. Ha iniziato a lavorare come illustratrice nel 1995 e ha illustrato numerosi libri, tra cui Cenerentola e La ragazza nella torre, scritti da Lisa Schroeder. I suoi lavori sono stati esposti e venduti a livello internazionale, con molti clienti di alto profilo come Vogue e United Airlines.
Ceccoli ha ricevuto nel 2001 il Premio Andersen, che l'ha riconosciuta come "migliore Le figure per dirlo :                  di libri bambini in Italia". Altri premi le sono stati assegnati dalla Society of Illustrators di New York e quattro premi per l'eccellenza nelle arti della comunicazione. Nel 2008 ha lavorato come disegnatrice dei personaggi per un film francese d'animazione in 3D, Jack et la Mécanique du cœur, sotto la direzione di Mathias Melzieau. Ceccoli ha partecipato a undici mostre collettive e ha tenuto nove mostre personali del suo lavoro, mentre nel 2022 ha partecipato alla Biennale di Venezia.